# کبینتیلی
شهر کبینتیلی (به انگلیسی: Cabinteely) با جمعیت ۱۲٫۷۸۳ نفر در شهرستان دوبلین در کشور جمهوری ایرلند واقع شده‌است.